# Xiphorhynchus obsoletus
Xiphorhynchus obsoletus là một loài chim trong họ Furnariidae.